# Дуби Тараса Шевченка (Будище)
Дуби́ Тараса́ Шевче́нка у селі́ Буди́ще — три дуби віком понад 1000 років, що ростуть у селі Будище, ботанічна пам'ятка природи місцевого значення.

## Історія
У путівнику «Шляхами Великого Кобзаря» зазначено, що у 1740 році Будище складалося з 70 дворів. П. Енгельгардт, одержавши в спадщину Будище та сім сіл, у 1828 році збудував у селі маєток. У 1828–1829 роках у пана служив козачком юний Тарас Шевченко. Досі збереглися три дуби, які називають Шевченковими. За переказами, у дуплі одного з них Тарас ховав свої малюнки.

## Опис
Дуби ростуть в яблуневому саду Шевченківського сільськогосподарського коледжу (колишня садиба пана Енгельгардта).
Дуб Шевченка-1. Обхват стовбура 8,40 м. Висота 20 м. Вік 1000 років.
Дуб Шевченка-2. Обхват стовбура 7,50 м. Висота 25 м. Вік 900 років.
Дуб Шевченка-3. Обхват стовбура 8,50 м. Висота 20 м. Вік понад 1000 років.
Як об'єкт природно-заповідного фонду створено рішенням Черкаського облвиконкому від 12.01.1982 р. № 12. Землекористувач або землевласник, у віданні якого перебуває заповідний об'єкт — Шевченківський сільськогосподарський коледж.

## Відзнаки
У 2010 році Дуби Тараса Шевченка стали призерами Всеукраїнського конкурсу «Національне дерево України», посівши 2 місце в номінації «Меморіальне дерево України».

## Галерея

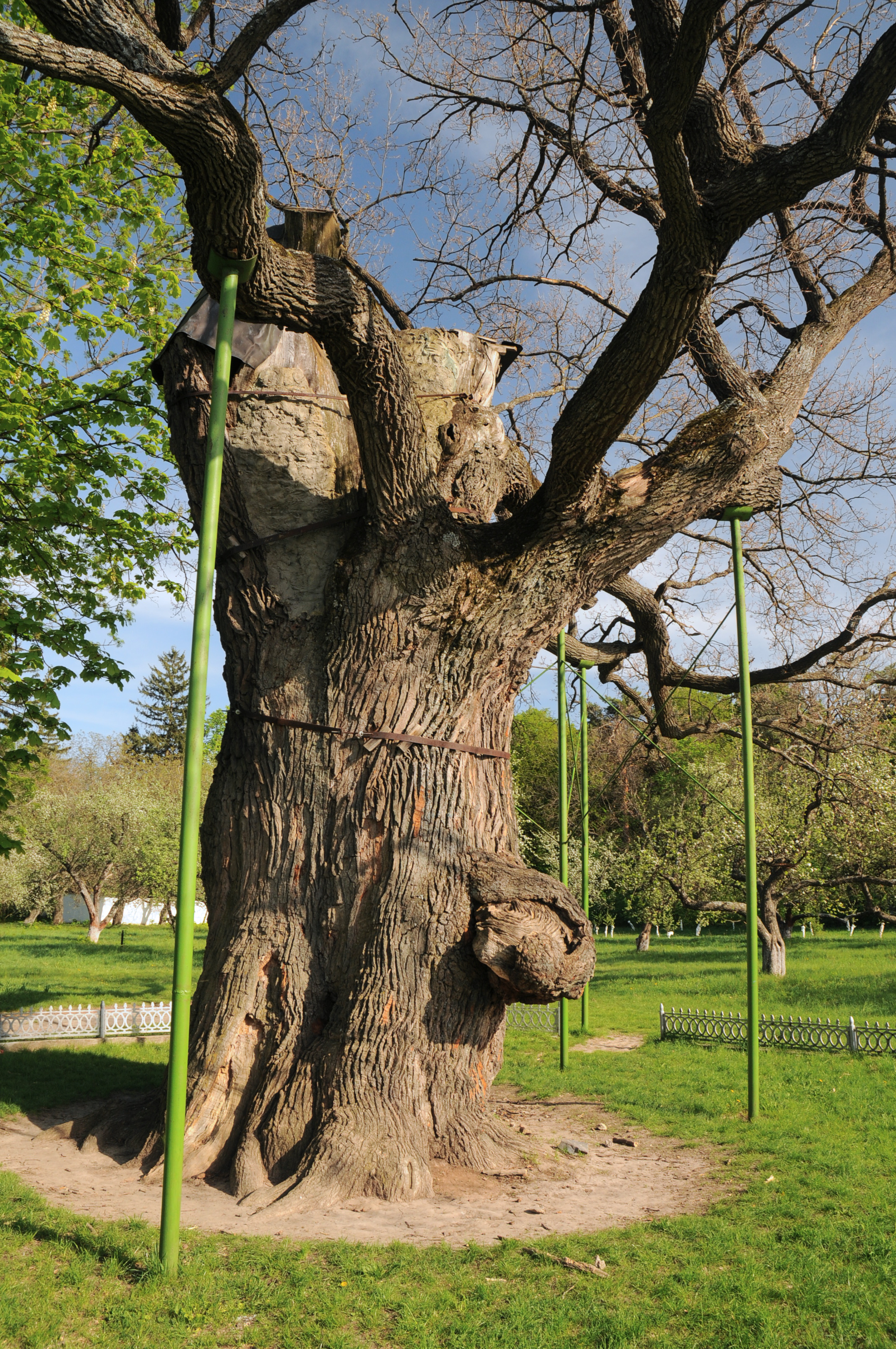
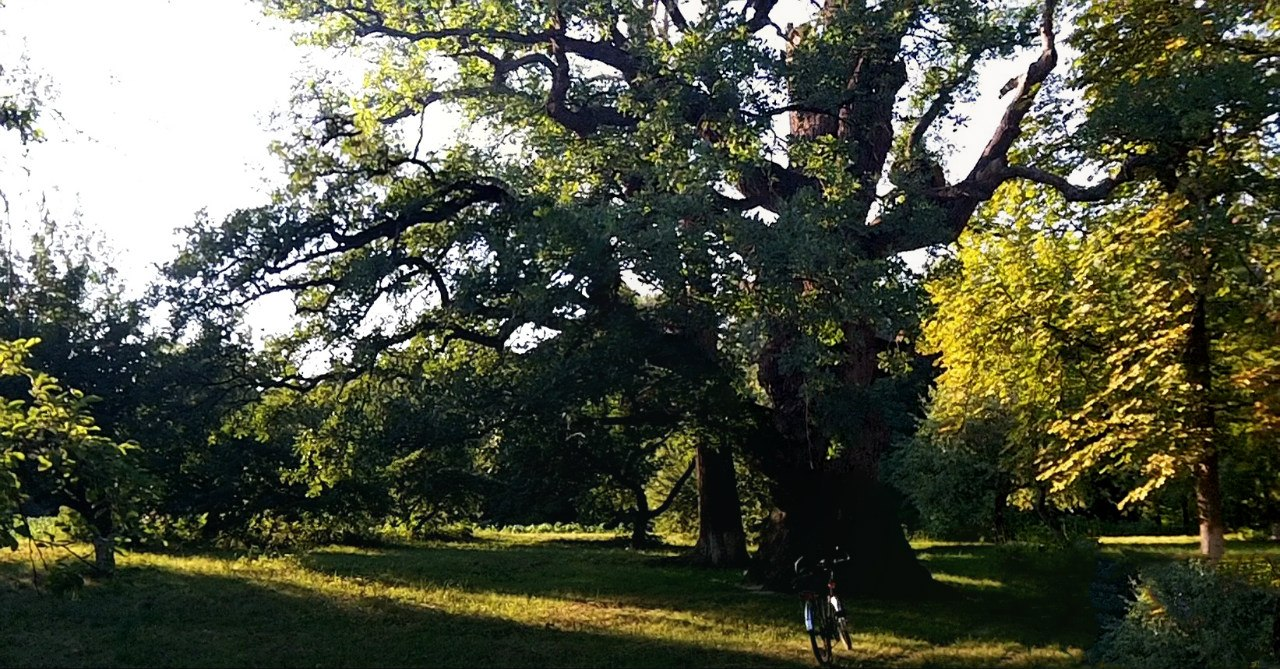
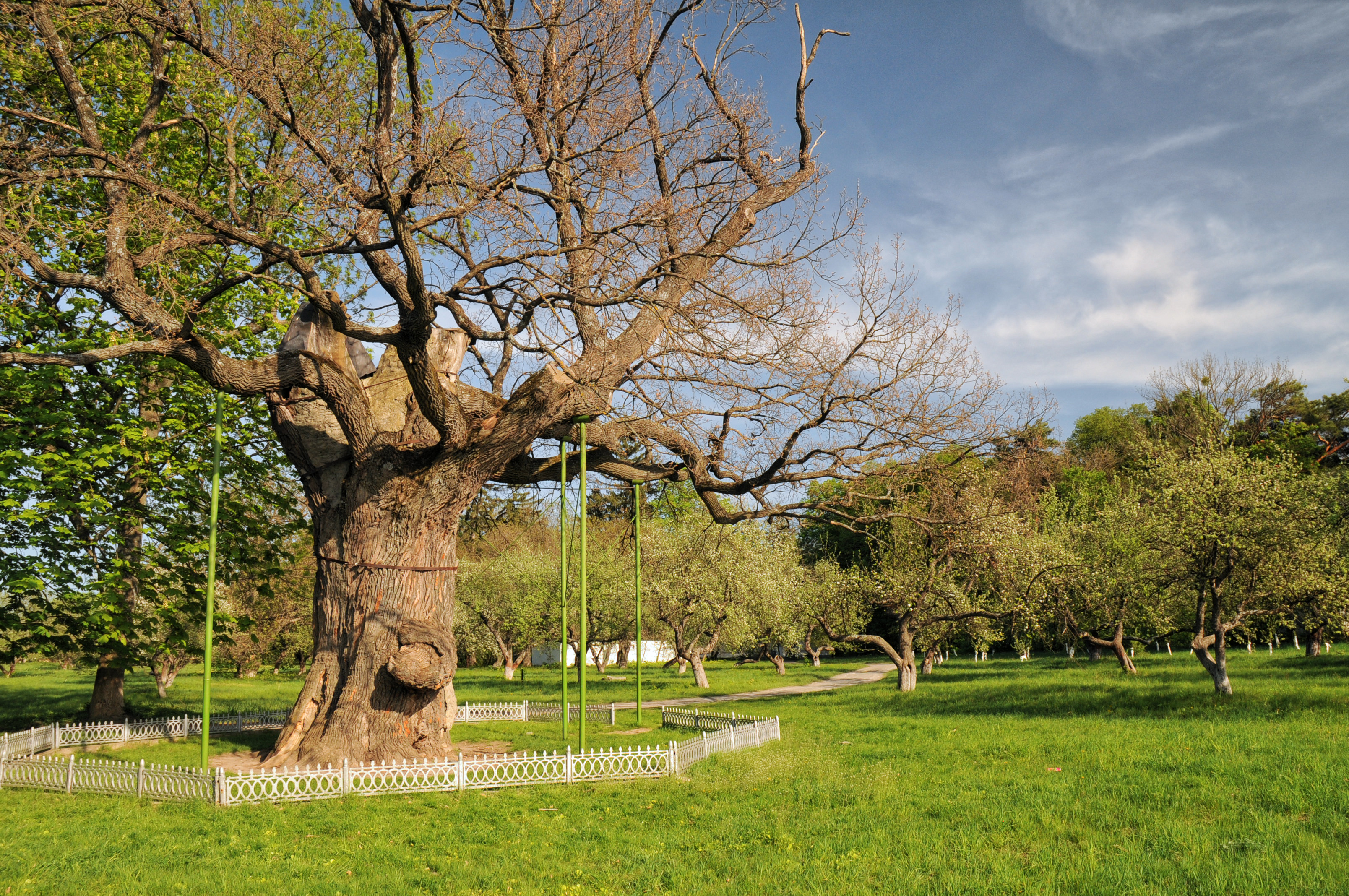